# 江宏基
江宏基（1993年12月31日—），香港男演員及舞蹈員。

## 簡歷
江宏基由2007年開始學習跳舞的他專長機械舞Popping及Hip－hop，並多次出國深造交流；至於在舞台演出方面，江宏基亦有參與不同形式的表演，他曾獲2014年香港Instafunk Hong Kong Popping 1ON1 Battle冠軍及2014年香港動漫節Dance Power all Style 2ON2 Battle冠軍。2015年江宏基更為香港電台拍攝劇集《賭海迷徒2015》，在當中飾演陸永琛一角。踏入2017年，江宏基加盟澳滌娛樂，成為Eddie彭懷安的師弟，參與電影《一切從單身開始》的演出。

## 外部連結
- 江宏基的Instagram帳戶